# Jon Dahl Tomasson
Jon Dahl Tomasson (* 29. August 1976 in Kopenhagen) ist ein ehemaliger dänischer Fußballspieler und heutiger -trainer. Als Spieler gewann der Stürmer unter anderem mit der AC Mailand die UEFA Champions League und die italienische Meisterschaft sowie mit Feyenoord Rotterdam den UEFA-Pokal und die niederländische Meisterschaft. Er wurde in Dänemark zweimal als Fußballer des Jahres ausgezeichnet und ist Rekordtorschütze der dänischen Nationalmannschaft. Seit dem Ende seiner Spielerkarriere ist er als Trainer aktiv und derzeit Nationaltrainer Schwedens.

## Vereinskarriere
Jon Dahl Tomasson spielte in Kindheitstagen zunächst bei Sølrød BK gegen den Ball, ehe er in den Nachwuchs von Køge BK (heute HB Køge) wechselte. Bereits als 16-Jähriger kam er dort ab 1992 zu seinen ersten Einsätzen in der Profimannschaft. Im Jahr 1994 wechselte er in die niederländische Eredivisie zum SC Heerenveen und kam dort in seiner ersten Spielzeit bereits zu 16 Einsätzen, nicht selten als Startelfspieler. Beim 4:0-Sieg am 4. Februar 1995 gegen den FC Volendam gelang ihm mit dem Treffer zum Endstand sein erstes Pflichtspieltor für den Klub aus Friesland. Mit seinem Verein erreichte Jon Dahl Tomasson in seiner ersten Saison das Halbfinale im KNVB-Beker und schied dort gegen seinen späteren Verein Feyenoord Rotterdam aus, wobei er im Viertelfinale gegen NAC Breda seinen ersten von zwei Saisoneinsätzen im Wettbewerb hatte und hierbei mit dem Treffer zum zwischenzeitlichen 1:1-Ausgleich ein Tor schoss. Der Tabellenneunte aus Heerenveen qualifizierte sich für den UI-Cup, wo sie im Viertelfinale gegen den späteren UEFA-Pokal-Finalisten Girondins Bordeaux ausschieden und somit den Einzug in den genannten Wettbewerb verpassten. Im Laufe dieses Wettbewerbs hatte Tomasson zwei Treffer erzielt. Nun etablierte sich der Däne in der Stammelf und trug mit 14 Toren zum siebten Platz bei. Erneut qualifizierten sich die Westfriesen für den UEFA Intertoto Cup, wurden dort aber lediglich Dritter und verpassten somit erneut die Teilnahme am UEFA-Pokal. In der Liga hatte Jon Dahl Tomasson 18 Tore geschossen und wurde mit seinem Verein wieder Siebter. Zudem erreichte er mit dem SC Heerenveen das Finale im KNVB-Beker, in dem man allerdings mit 2:4 gegen Roda Kerkrade verlor. Tomasson, der in der Zwischenzeit in den Niederlanden zum besten Fußballtalent des Jahres 1996 gekürt wurde, verließ im Sommer 1997 schließlich Heerenveen und zog nach England.
Sein neuer Verein wurde Newcastle United aus der Premier League. Tomasson spielte mit den „Magpies“ in der Champions League, mit denen er dort zum Auftakt der Gruppenphase den FC Barcelona mit 3:2 schlug, allerdings mit dem dritten Platz aus dem Wettbewerb ausschied. Der Däne kam während der Saison lange Zeit für Newcastle regelmäßig zum Einsatz, konnte aber in der Liga lediglich vier Torbeteiligungen für sich verbuchen und gehörte in der Saisonendphase teils nicht mehr zum Spieltagskader. Jon Dahl Tomasson erreichte mit Newcastle United das Endspiel im FA Cup und verlor dort mit 0:2 gegen den FC Arsenal, gehörte aber im Finale nicht zum Kader.
Nach nur einem Jahr brach er seine Zelte in England wieder ab und kehrte in die Niederlande zurück, wo er sich Feyenoord anschloss. Oftmals auf verschiedenen Positionen im Mittelfeld eingesetzt – vorzugsweise als offensiver Mittelfeldspieler –, kehrte Tomasson zu alter Stärke zurück und trug mit 13 Treffern sowie 10 Torvorlagen zum Gewinn der niederländischen Meisterschaft bei. In seiner ersten Spielzeit in Rotterdam kam er auch erstmals im UEFA-Pokal zum Einsatz, schied dort allerdings mit seinem Verein in der ersten Runde gegen den VfB Stuttgart aus. Als Meister nahm Feyenoord Rotterdam an der „Königsklasse“ teil und startete dort in der sogenannten ersten Gruppenphase, wo sie auf den BVB, die Norweger von Rosenborg sowie Boavista Porto trafen. Jon Dahl Tomasson und die seinen holten in sechs Partien fünf Unentschieden und gewannen nur ein Spiel, hatten aber auch keines verloren und qualifizierten sich somit als Zweiter für die zweite Gruppenphase, in der sie als Dritter hinter Lazio und Chelsea, aber noch vor Olympique Marseille ausschieden. Mit 10 Toren trug er in seinem zweiten Jahr bei Feyenoord zum dritten Platz bei und startete somit in der Folgesaison in der dritten Qualifikationsrunde zur „CL“, schieden dort allerdings gegen Sturm Graz aus. In der Folge erreichte Tomasson mit Feyenoord im UEFA-Pokal die dritte Runde, in der die Niederländer erneut gegen die Stuttgarter vom VfB die Segel streichen mussten. National wurde Feyenoord dank der 15 Treffer seines Dänen Vize-Meister. In der darauffolgenden ersten Gruppenphase in der Champions League schied Feyenoord als Dritter aus, spielte aber im UEFA-Pokal weiter. National war Jon Dahl Tomasson mit 17 Toren für den erneuten dritten Platz verantwortlich. Einen Titelgewinn gab es im UEFA-Cup: im Finale setzte man sich im eigenen Stadion gegen Borussia Dortmund mit 3:2 durch. Dabei holte Tomasson den Elfmeter von Pierre van Hooijdonk zur 1:0-Führung heraus und erzielte kurz nach Beginn der zweiten Halbzeit das vorentscheidende 3:1.
Im Sommer 2002 wechselte Jon Dahl Tomasson in die italienische Serie A zum AC Mailand. Dort konnte er sich in seinem ersten Jahr nicht durchsetzen und absolvierte lediglich 19 Partien (vier Tore). Mit den Lombarden gewann Tomasson das Double aus Coppa Italia und der Champions League, wobei er im rein italienischen Finale in der „Königsklasse“ gegen Juventus Turin nicht zum Einsatz kam. In seiner zweiten Saison in Mailand spielte er häufiger und trug mit 12 Toren zum Gewinn des „Scudetto“ bei, zudem wurde der Weltpokal gewonnen, als man im Finale gegen die argentinischen Boca Juniors gewinnen konnte. Dabei erzielte Jon Dahl Tomasson die zwischenzeitliche 1:0-Führung. In der Champions League schied der AC Mailand im Viertelfinale gegen Deportivo La Coruña aus, als man das Hinspiel im San Siro noch mit 4:1 gewinnen konnte, das Rückspiel aber mit 0:4 verlor. Ein Jahr später stand Tomasson, der in der Serie A nun in 30 Spielen 6 Tore erzielte, mit „Milan“ erneut im Champions-League-Finale, wobei der Gegner dieses Mal der FC Liverpool war. Zur Halbzeitpause führte der AC Mailand mit 3:0, gab kurz nach der Pause diesen Vorsprung allerdings aus der Hand und verlor schließlich im Elfmeterschießen. Jon Dahl Tomasson hatte hierbei seinen Elfmeter verwandelt.
Daraufhin verließ er Italien und ging in die deutsche Bundesliga zum VfB Stuttgart. Mit 25 Startelfmandaten in 26 Bundesligaspielen war Tomasson in seiner ersten Saison bei den Schwaben Stammspieler, allerdings verpasste der VfB mit Platz 9 die europäischen Wettbewerbe. In die Saison gestartet waren die Stuttgarter mit dem italienischen Star-Trainer Giovanni Trapattoni und starteten als Tabellenfünfter der vorangegangenen Saison im UEFA-Pokal, wo die Mannschaft in der Zwischenrunde am späteren Finalisten FC Middlesbrough scheiterte. Trapattoni wurde während der Saison durch Armin Veh ersetzt. Jon Dahl Tomasson erzielte in der Bundesliga in der ganzen Saison acht Tore. In seinem zweiten Jahr verlor er seinen Stammplatz, weshalb er in der Winterpause Stuttgart zunächst auf Leihbasis verließ. Er ging in die spanische Primera División zum FC Villarreal. Dort kam Tomasson innerhalb eines halben Jahres auf elf Einsätze und schoss dabei vier Tore. Er wurde in der Sommerpause 2007 von seinem Verein fest verpflichtet, doch er konnte in der darauffolgenden Zeit nie über den Status des Einwechselspielers hinauskommen. Der FC Villarreal wurde zum Ende der Saison 2007/08 Vize-Meister und scheiterte im UEFA-Pokal in der Zwischenrunde am späteren Titelträger Zenit St. Petersburg. Im Verlaufe des Wettbewerbs erzielte Jon Dahl Tomasson fünf Tore.

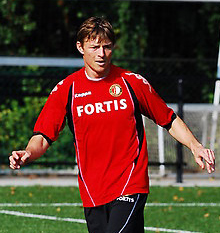
Tomasson bei Feyenoord Rotterdam (2008)

Er kehrte schließlich während der Sommerpause 2008 wieder in die Niederlande zurück und schloss sich seinem ehemaligen Verein Feyenoord an. Tomasson kam in seinem ersten Jahr nach seiner Rückkehr nicht immer zum Einsatz, aber wenn, dann war er überwiegend Teil der Anfangself. Mit neun Toren schoss er seinen Klub in die ligainternen Play-offs um die Teilnahme an den europäischen Wettbewerben, wo die Rotterdamer auf Breda trafen. Feyenoord verlor aber beide Spiele und verpasste somit den Europapokalwettbewerb. In seinem zweiten Jahr kam Jon Dahl Tomasson regelmäßiger zum Einsatz, auch oftmals von Anfang an, und schoss seinen Verein mit 11 Toren auf den vierten Platz. Zudem erreichte er mit Feyenoord das Finale im KNVB-Beker, in der man sich allerdings nach Hin- und Rückspiel dem Erzrivalen Ajax Amsterdam geschlagen geben musste. In seiner dritten Saison kam er aufgrund einer Oberschenkelverletzung, die er sich im WM-Gruppenspiel 2010 gegen Japan zugezogen hatte, zu keinem Einsatz und in der Folge beendete er im Sommer 2011 seine aktive Karriere.

## Nationalmannschaft
Von 1992 bis 1997 durchlief Jon Dahl Tomasson verschiedene dänische Nachwuchsauswahlen von der U16 bis zur U21.
Am 29. März 1997 gab Tomasson in einem Qualifikationsspiel zur Weltmeisterschaft 1998 gegen Kroatien (1:1) sein Debüt für die dänische A-Nationalmannschaft; er wurde in der 70. Minute für Per Frandsen eingewechselt. Bis zum Ende des Jahres kamen noch zwei weitere Länderspieleinsätze dazu, ehe er für einige Zeit nicht mehr nominiert wurde; auch für die WM-Endrunde 1998 wurde er nicht berücksichtigt. Am 19. August 1998, knapp ein Jahr nach seinem letzten Länderspiel, gab er sein Comeback in der Nationalmannschaft. Bei der 0:1-Niederlage gegen Tschechien stand Tomasson in der Anfangself und wurde nach 68 Minuten durch Niclas Jensen ersetzt. Nach diesem Spiel schaffte er den Durchbruch in der dänischen Auswahl. Bei der Qualifikation zur Europameisterschaft 2000 war er mit von der Partie und qualifizierte sich für die EM-Endrunde in den Play-offs gegen Israel. In der Gruppenphase verlor man alle drei Gruppenspiele und schied nach der Vorrunde aus.
Zur Qualifikation zur Weltmeisterschaft 2002 trug Tomasson mit drei Treffern bei. In der WM-Endrundengruppe setzten sich die Dänen als Erster in der Gruppe A durch, Tomasson erzielte dabei vier Treffer. Die Dänen schieden im Achtelfinale gegen England (0:3) aus.
In der Qualifikation zur Europameisterschaft 2004 erzielte Tomasson fünf Treffer (unter anderem einen Doppelpack gegen Norwegen). Bei der Endrunde erreichte Dänemark das Viertelfinale und verlor dies mit 0:3 gegen Tschechien. Bei der Qualifikation zur Weltmeisterschaft 2006 erzielte Tomasson zwar fünf Treffer, das Team qualifizierte sich als Gruppendritter jedoch nicht.
In der Gruppe F der Qualifikation zur Europameisterschaft 2008 traf Tomasson fünfmal; Dänemark belegte den fünften Tabellenplatz. Beim EM-Qualifikationsspiel am 2. Juni 2007 gegen Schweden (3:3) erzielte Tomasson erzielte das 2:3. Das Spiel wurde wegen eines Angriffs eines Zuschauers auf den Schiedsrichter kurz vor Ende abgebrochen und später mit 3:0 für Schweden gewertet.
Am 20. August 2008 bestritt Tomasson sein 100. Länderspiel. Erfolgreicher als die letzten beiden Qualifikationsrunden verlief die Qualifikation zur Weltmeisterschaft 2010, in der sich Dänemark mit zwei Punkten Vorsprung vor Portugal und Schweden durchsetzte. Tomasson erzielte in der Qualifikation jedoch kein Tor. Bei der WM spielte Dänemark in der Gruppenphase gegen die Niederlande, Kamerun und gegen Japan. Trotz eines Treffers von Tomasson – seinem ersten Treffer seit zwei Jahren – unterlagen die Dänen mit 1:3 im entscheidenden Gruppenspiel gegen Japan und schieden aus dem Turnier aus. Mit seinem Treffer gegen Japan zog er in der Torschützenliste der dänischen Nationalmannschaft mit Poul Nielsen gleich und ist damit gemeinsam mit ihm Rekordtorschütze (beide 52 Treffer). Dieses Spiel war Tomassons 112. und letztes Länderspiel. In der Liste der dänischen Rekordnationalspieler liegt er damit auf Platz fünf. Im August 2010 trat er aus der Nationalmannschaft zurück, deren Mannschaftskapitän er gewesen war.

## Karriere als Trainer
Zur Saison 2011/12 trat er als Co-Trainer bei Excelsior Rotterdam seine erste Stelle im Trainerbereich an. Zur Spielzeit 2013/14 stieg er zum hauptverantwortlichen Trainer der Rotterdamer auf. Noch während der Spielzeit wechselte er zu Roda Kerkrade und trat dort die Nachfolge von Ruud Brood an. Sein Engagement endete am 26. Mai 2014, nachdem der Klub aus der Eredivisie abgestiegen war. Zur Saison 2015/16 wurde Tomasson neuer Co-Trainer von Vitesse Arnheim.
Vom 7. März 2016 bis zum 9. Januar 2020 war er Co-Trainer von Åge Hareide bei der dänischen Nationalmannschaft. Mit der Nationalmannschaft nahm er an der Weltmeisterschaft 2018 in Russland teil, wo die Dänen im Achtelfinale nach Elfmeterschießen gegen den späteren Vize-Weltmeister Kroatien ausschieden.
Zum 9. Januar 2020 wurde er neuer Cheftrainer des schwedischen Erstligisten Malmö FF. Mit dem Klub gewann er in der Spielzeit 2020 mit neun Punkten Vorsprung auf IF Elfsborg sowie in der Spielzeit 2021 punktgleich mit AIK bei acht Toren besserer Tordifferenz den schwedischen Meistertitel. Zudem erreichte er mit der Mannschaft in der UEFA Champions League 2021/22 nach Erfolgen über den Riga FC, HJK Helsinki, die Glasgow Rangers und Ludogorez Rasgrad die Gruppenphase, in der sie mit nur einem Punkt bei einem 1:1-Heimremis gegen Zenit St. Petersburg als Gruppenletzte ausschied. Ende 2021 verließ er den Klub auf seinen eigenen Wunsch hin.
Im Juni 2022 unterzeichnete Tomasson als Nachfolger von Tony Mowbray einen Dreijahresvertrag als Cheftrainer des englischen Zweitligisten Blackburn Rovers. In seiner ersten Saison verpasste Tomasson mit den Rovers die Aufstiegs-Play-offs aufgrund der schlechteren Tordifferenz. Nach einer chaotischen Wintertransferperiode im Januar 2024 bot Tomasson seinen Rücktritt an und verließ den Klub schließlich auf dem 18. Tabellenplatz liegend im Februar 2024.
Noch im selben Monat wurde er Cheftrainer der schwedischen Fußballnationalmannschaft. Er ist der erste Nationalcoach in der Geschichte des Verbandes seit Einführung dieses Postens im Jahr 1962.

## Erfolge/Titel

### Als Spieler
- UEFA Champions League: Sieger 2003 und Finalist 2005
- UEFA-Pokal: Sieg 2002
- Niederländische Meisterschaft: Meister 1999
- Niederländischer Supercup: 1999
- Italienischer Meister: 2003/04
- Italienischer Pokalsieger: 2002/03

### Als Trainer
- Schwedischer Meister: 2020, 2021 (Malmö FF)

## Auszeichnungen
- Dänemarks Fußballer des Jahres 2002 und 2004
- Fußball-Talent des Jahres der Niederlande 1996
- Bronzener Schuh der Fußball-Weltmeisterschaft 2002
- All-Star-Team der Fußball-Europameisterschaft 2004

## Persönliches
Jon Dahl Tomassons Großvater stammt aus Island, die Familie seiner Mutter aus Finnland. Bei dem Namensbestandteil Dahl handelt es sich nicht um einen Vornamen, sondern um den Familiennamen seiner Mutter.
Er lebt mit seiner Familie in den Niederlanden.